# Clavatulidae
Clavatulidae is een familie van weekdieren uit de klasse van de Gastropoda (slakken).

## Geslachten
- Benthoclionella Kilburn, 1974
- Caliendrula Kilburn, 1985
- Clavatula Lamarck, 1801
- Clionella Gray, 1847
- Fusiturris Thiele, 1929
- Gemmuloborsonia Shuto, 1989
- Hemisurcula Casey, 1904 †
- Makiyamaia Kuroda, 1961
- Perrona Schumacher, 1817
- Pusionella Gray, 1847
- Scaevatula Gofas, 1990
- Tomellana Wenz, 1943
- Toxiclionella Powell, 1966
- Trachydrillia Nolf & Swinnen, 2010
- Turricula Schumacher, 1817